# 坎塔

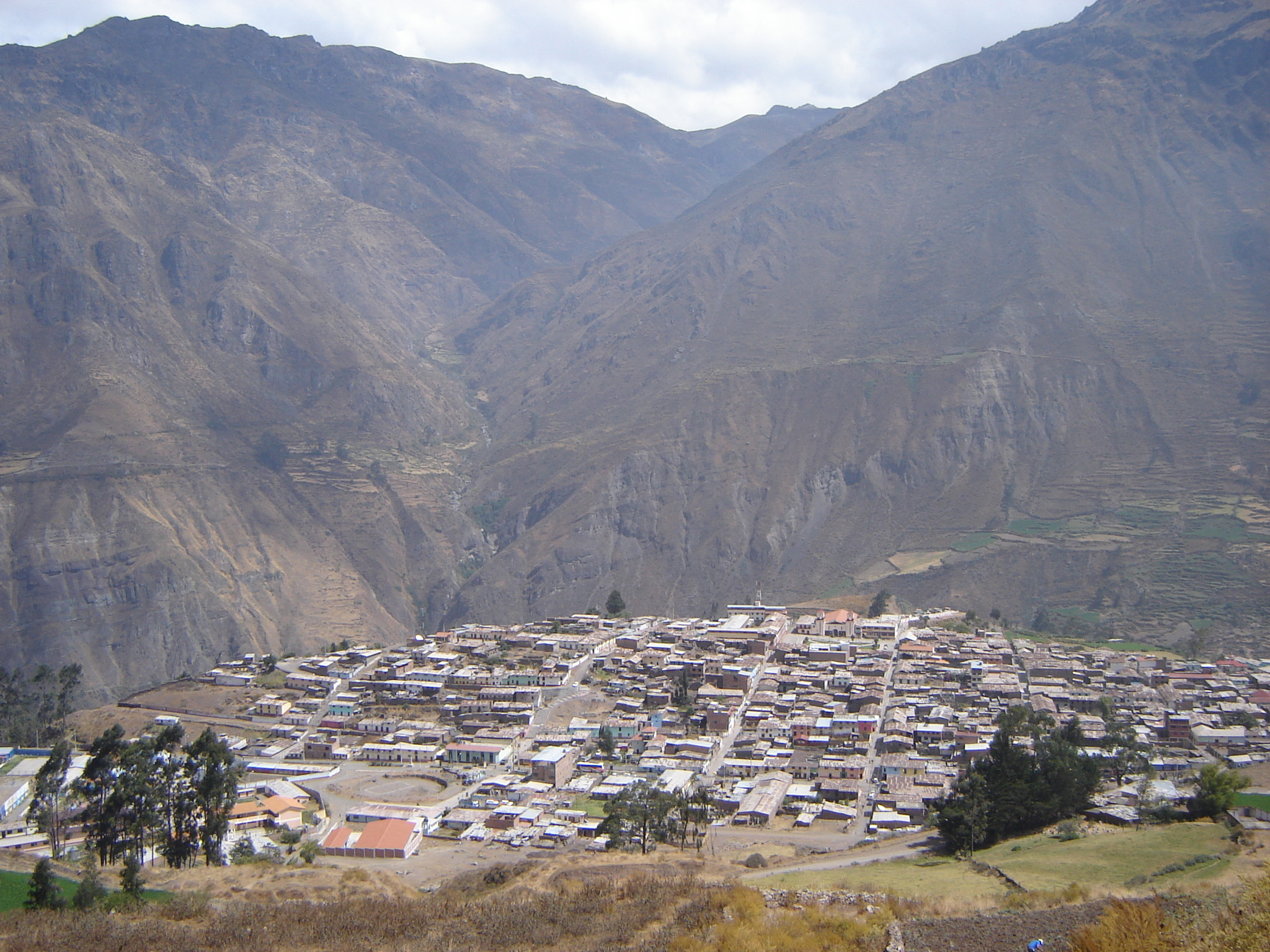

坎塔（西班牙語：Canta），是秘魯的城鎮，位於該國中南部利馬大區，是坎塔省的首府，距離首都利馬103公里，海拔高度2,800米，該城鎮在16世紀由印加帝國君主帕查庫特克統治，2005年人口2,918。